# علي الشدوي
علي الشدوي (ولد في جبل شدى الأعلى عام 1966م) ناقد وروائي سعودي، يكتب في عدد من المجلات والصحف السعودية والعربية، صدرت له العديد من الروايات والدراسات التي تتناول المجتمع السعودي من أبرزها: "الحداثة والمجتمع السعودي" و"المجتمع السعودي: الحفظ- التذكر- النسيان). وهو حاصل على جائزة الباحة للتميز في كتابة القصة عام 2017.

## التعليم
حاصل على البكالوريوس في اللغة العربية من جامعة أم القرى عام 1988م.

## الجوائز
فاز بجائزة الباحة للإبداع والتفوق في دورتها الرابعة عام 2017م في فرع كتابة القصة عن قصته (الحلو في مرحه وجذله وغيه).

## إصداراته
1. (جماليات العجيب والغريب، مدخل إلى ألف ليلة وليلة). صدر عام 2004.[6]
2. (ضحايا التأويل). صدر عام 2004.[7]
3. (سماء فوق إفريقيا) رواية. صدرت عام 2007.[8]
4. (مدار الحكاية فرضيات القارئ ومسلماته). صدر عام 2008.[9]
5. (الحداثة والمجتمع السعودي) 1924-1953. صدر عام 2009.[10]
6. (حياة السيد كاف) رواية. صدرت عام 2009.[11]
7. (تقرير إلى يوليوس قيصر) رواية. صدرت عام 2009.[12]
8. (ما قبل الفلسفة حالة المجتمع السعودي) صدر عام 2010.[1]
9. (القراءة كسياق له معنى). صدر عام 2010.[13]
10. (في مختبر الكتابة: فرضيات الكتاب ومسلماتهم). صدر عام 2010.[14]
11. (الذئب ومخلوقات أخرى) رواية. صدرت عام 2011.[15]
12. (الحُسين) رواية. صدرت عام 2012.[16]
13. (الحلو: في مرحه وجذله وغيه) قصص. صدرت عام 2012.[17]
14. (شرقيون في جنوب الجزيرة) رواية. صدرت عام 2013.[18]
15. (طيور أثيوبيا) رواية. صدرت عام 2014.[19]
16. (المجتمع السعودي) الحفظ-التذكر- النسيان. صدر عام 2015م.[20]
17. (مذكرات قبو) الداعشي انطلاقاً من لحظته الخاصة. صدر عام 2015م.[21]
18. (الشدوي) رواية. صدرت عام 2016.
19. (التربية على الحداثة أو الحداثة مخرجا من حكاية الحداثة). صدر عام2016.
20. (رقص الجنوب) العرضة - اللعب - المسحباني «مقاربة سيسيوثقافية». صدر عام 2016.[22]